# Khu vực Judea và Samaria
Khu vực Judea và Samaria (tiếng Hebrew: אֵזוֹר יְהוּדָה וְשׁוֹמְרוֹן, Ezor Yehuda VeShomron, viết tắt יו"ש Yosh hay ש"י Shai; tiếng Ả Rập: يهودا والسامرة, Yahuda was-Sāmerah) là một thuật ngữ chính thức của Israel để chỉ lãnh thổ thường được gọi là Bờ Tây bao gồm các khu định cư Do Thái của nước này song không bao gồm Đông Jerusalem. Do Đông Jerusalem và các lãnh thổ bị thôn tính khác được cộng đồng quốc tế xem là một phần của Bờ Tây, khu vực Judea và Samaria trên thực tế nhỏ hơn.
Phía bắc giáp quận Bắc, phía nam giáp quận Nam, phía đông giáp các tỉnh Irbid, Balqa và Madaba của Jordan (với sông Jordan là ranh giới tự nhiên), phía tây giáp các quận Trung và Jerusalem.

### Hành chính
| Thành phố                                             | Hội đồng địa phương | Hội đồng khu vực                                                                           |
| ----------------------------------------------------- | --- | ------------------------------------------------------------------------------------------ |
| - Ariel - Betar Illit - Ma'ale Adumim - Modi'in Illit | - Alfei Menashe - Beit Aryeh-Ofarim - Beit El - Efrat - Elkana - Giv'at Ze'ev - Har Adar - Immanuel - Karnei Shomron - Kedumim - Kiryat Arba - Ma'ale Efraim - Oranit | - Gush Etzion - Har Hebron - Matte Binyamin - Megilot Dead Sea - Shomron - Biq'at HaYarden |